# الميزعة (يبعث)

تعديل مصدري - تعديل

الميزعة هي إحدى قرى عزلة يبعث بمديرية يبعث التابعة لمحافظة حضرموت، بلغ تعداد سكانها 118 نسمة حسب تعداد اليمن لعام 2004.